# Norias von Hama

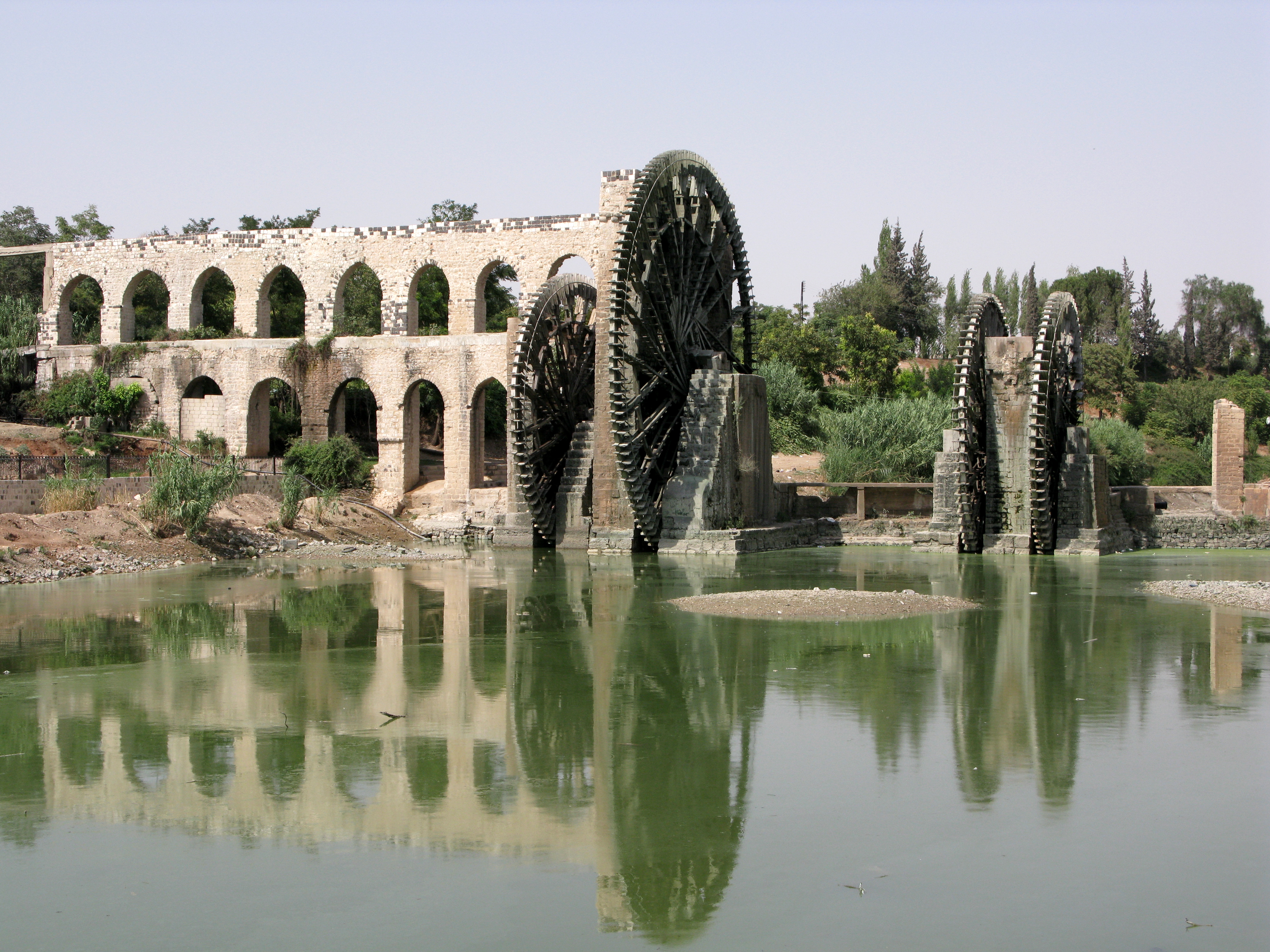
Norias am Flussufer des Orontes

Die Norias von Hama (arabisch نواعير حماة, DMG Nawāʿīr Ḥamāh) sind eine Reihe von Wasserschöpfrädern am Orontes in der syrischen Stadt Hama. Mit einem Durchmesser von bis zu 27 Metern sind sie die weltweit größten ihrer Art.

## Geschichte

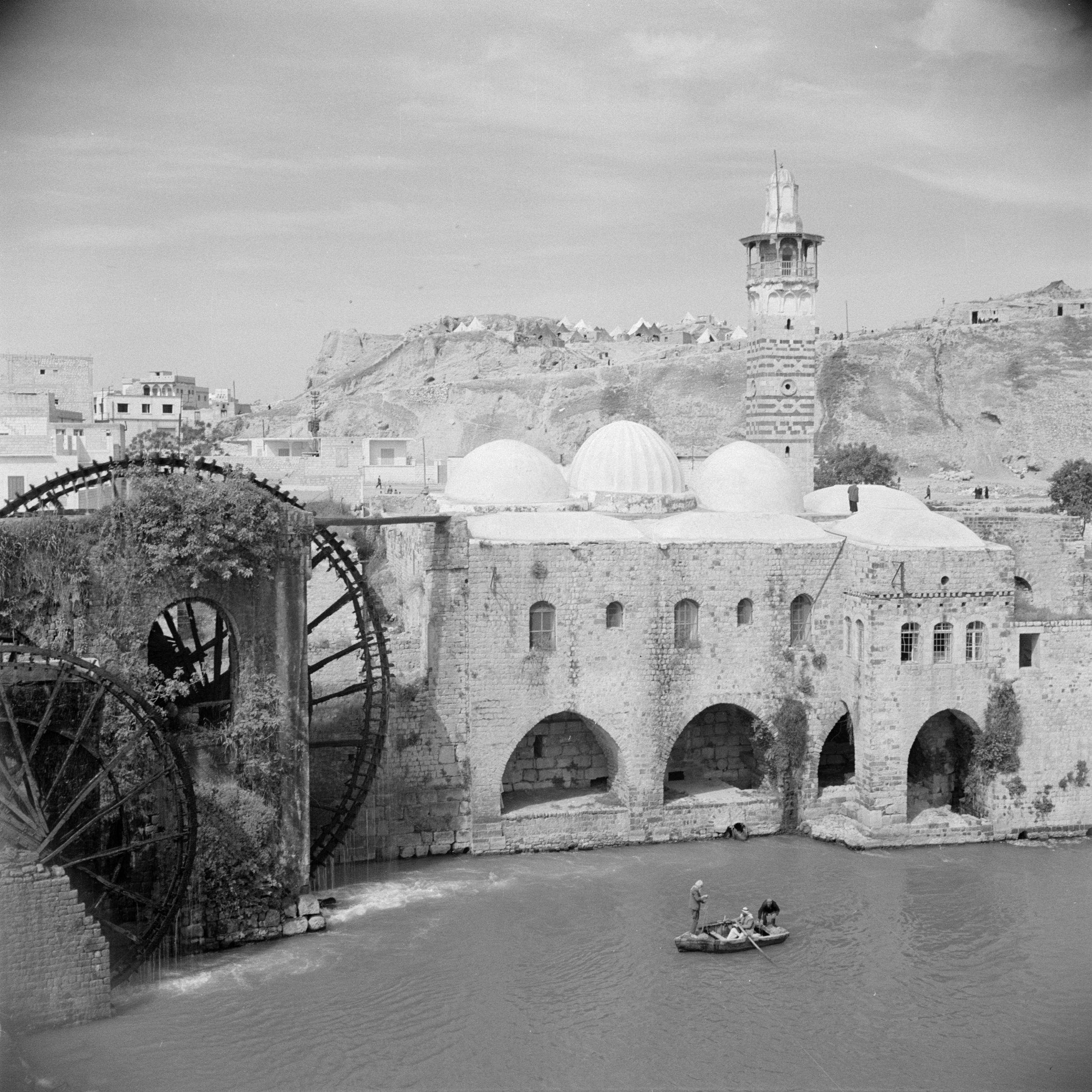
1950

Der älteste Nachweis für die Existenz der Wasserräder befindet sich auf einem Mosaik, das in der Säulenstraße der Stadt Apameia (55 Kilometer nördlich von Hama) freigelegt und auf das Jahr 469 v. Chr. während der Hochkultur der Aramäer datiert wurde. Das Ornament befindet sich zurzeit im Nationalmuseum Hama. Die frühste schriftliche Erwähnung geht auf den römischen Kaiser Elagabal zurück, der im frühen 3. Jahrhundert n. Chr. von einer Noria in Apameia berichtete, die die dortigen Gärten bewässerte. Die ältesten der heute noch existierenden Norias lassen sich auf das 11. bis 12. Jahrhundert n. Chr. (Ayyubiden-Dynastie) zurückführen.

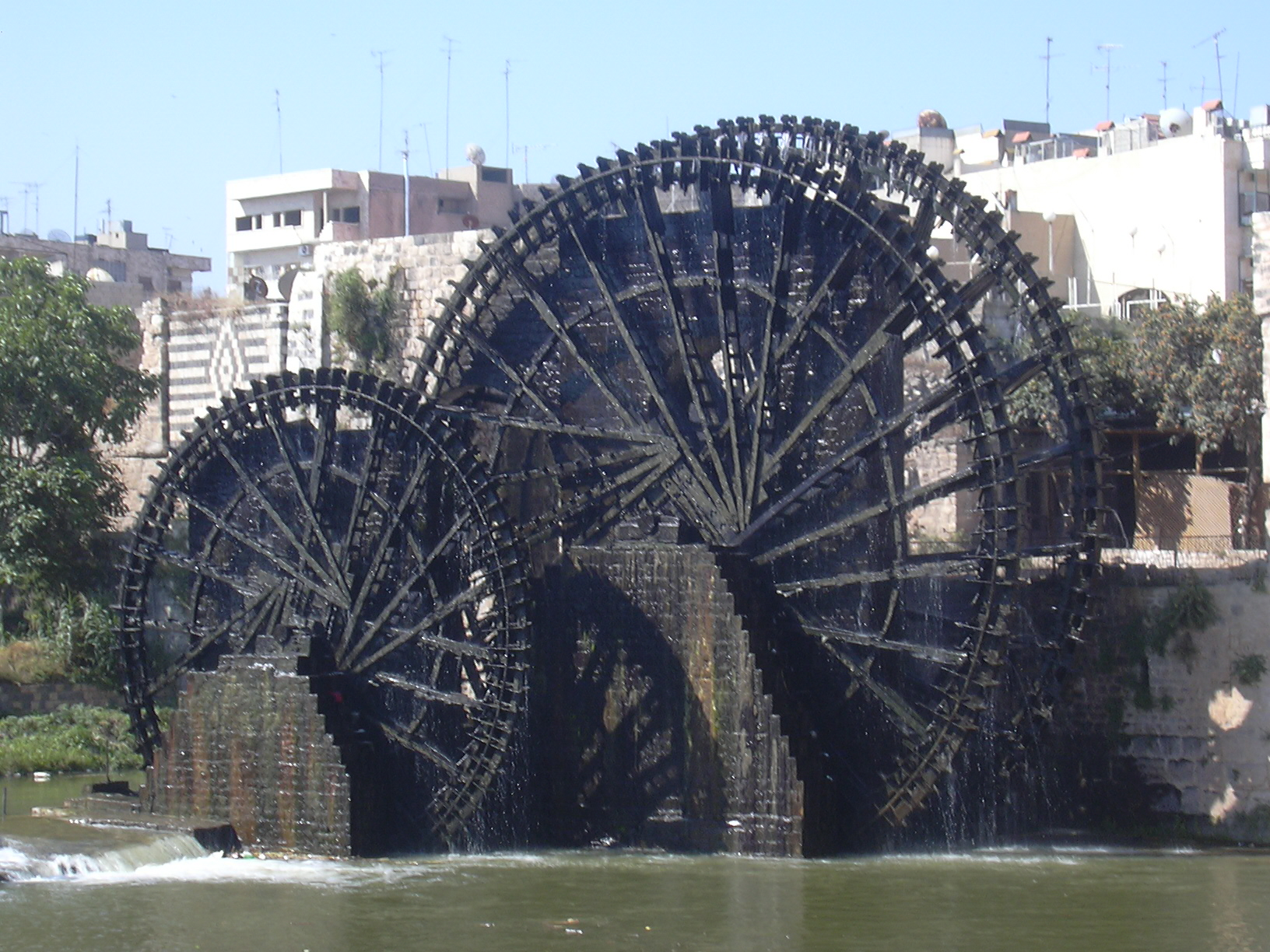
Norias am Flussufer des Orontes

Die größte Noria, die Noria al-Muhammadiyah, besitzt einen Gesamtdurchmesser von 27 Metern und wurde im Jahr 1361 auf Geheiß des damaligen Gouverneurs von Hama errichtet. Sie befindet sich westlich der Zitadelle (قلعة حماة).
Anfang des 20. Jahrhunderts existierten insgesamt 105 Norias in Hama und Umgebung. Heute bestehen nur noch 40, von denen sich insgesamt 17 in Hama selbst befinden und noch betrieben werden. Mit der Einführung von Wasserpumpen verloren die Norias mit der Zeit an Bedeutung und wurden letztendlich ausschließlich als Touristenattraktion weiterbetrieben und in Stand gehalten.
Im Juni 1999 trug Syrien die Norias von Hama in die nationale Tentativliste ein.
Der obere Teil des Holzrades der Noria Gaabariyya in Hama wurde am 8. August 2014 im Zuge von Kämpfen während des syrischen Bürgerkrieges durch eine unbekannte Gruppe verbrannt, der Steinsockel blieb intakt.

## Bauweise

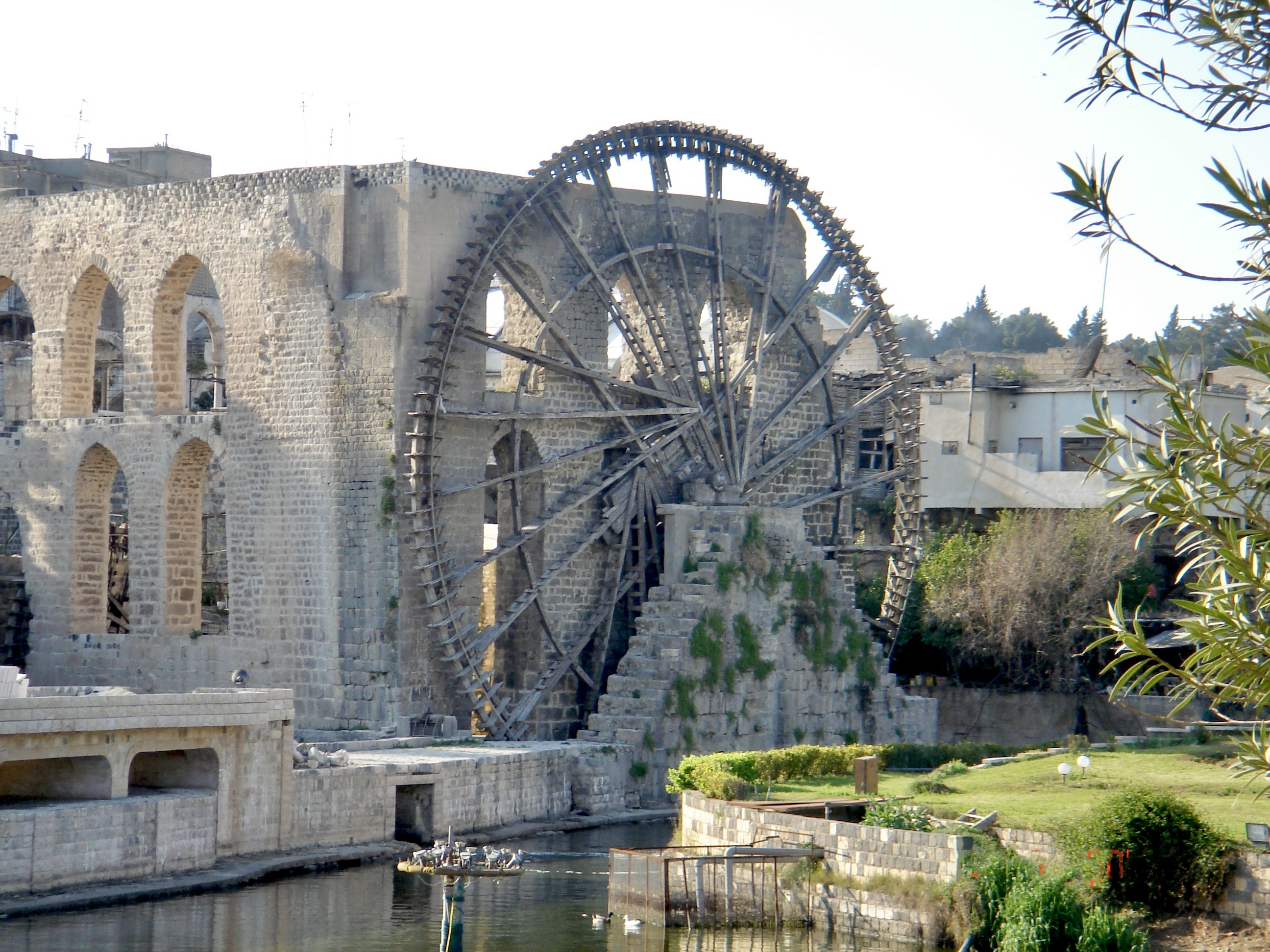
Noria mit Steinsockel, links ein Aquädukt

Die Norias in Hama weisen eine weltweit einzigartige Struktur auf. Je nach individueller Funktion des Bauteils wurden sie aus Walnuss-, Aprikose-, Maulbeer-, Pappel- und Kiefernholz hergestellt. Dabei bestehen die Achsen beispielsweise aus Walnussholz, da dieses eine ausreichend hohe Stabilität aufweist. Diese sind auf Holzstelen befestigt, die auf einer Steinstütze liegen. Am äußeren Rand der Räder sind Wasserbehälter angebracht.

## Funktion
Angetrieben durch die Strömung des Flusses, schöpften die Norias Wasser aus dem Orontes in höhergelegene Becken und Aquädukte, aus denen umliegende Felder bewässert wurden. Gleichzeitig dienten sie der Wasserversorgung der Stadt. Ihr Betrieb war notwendig, weil das Flussbett des Orontes bis zu 70 Meter tiefer liegt als die umliegenden Felder.

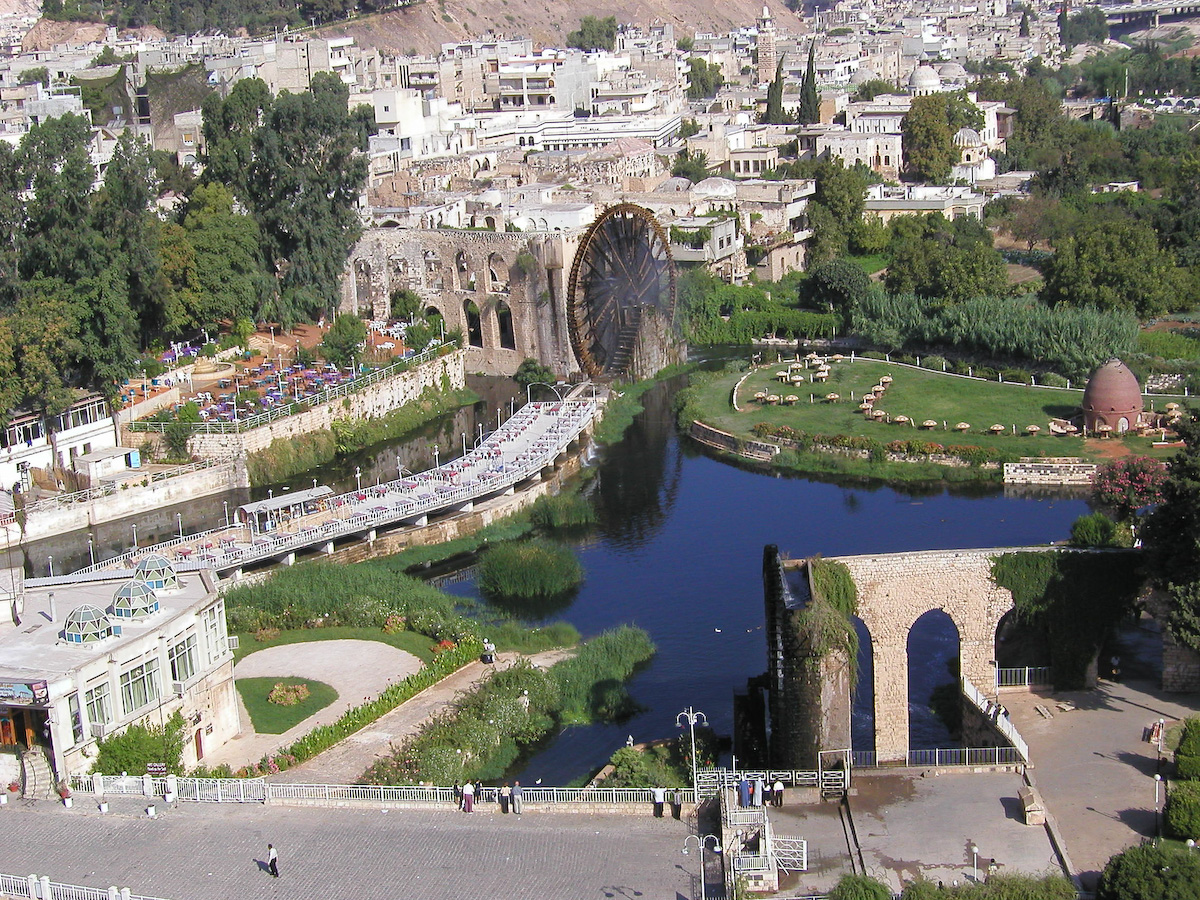
2002.
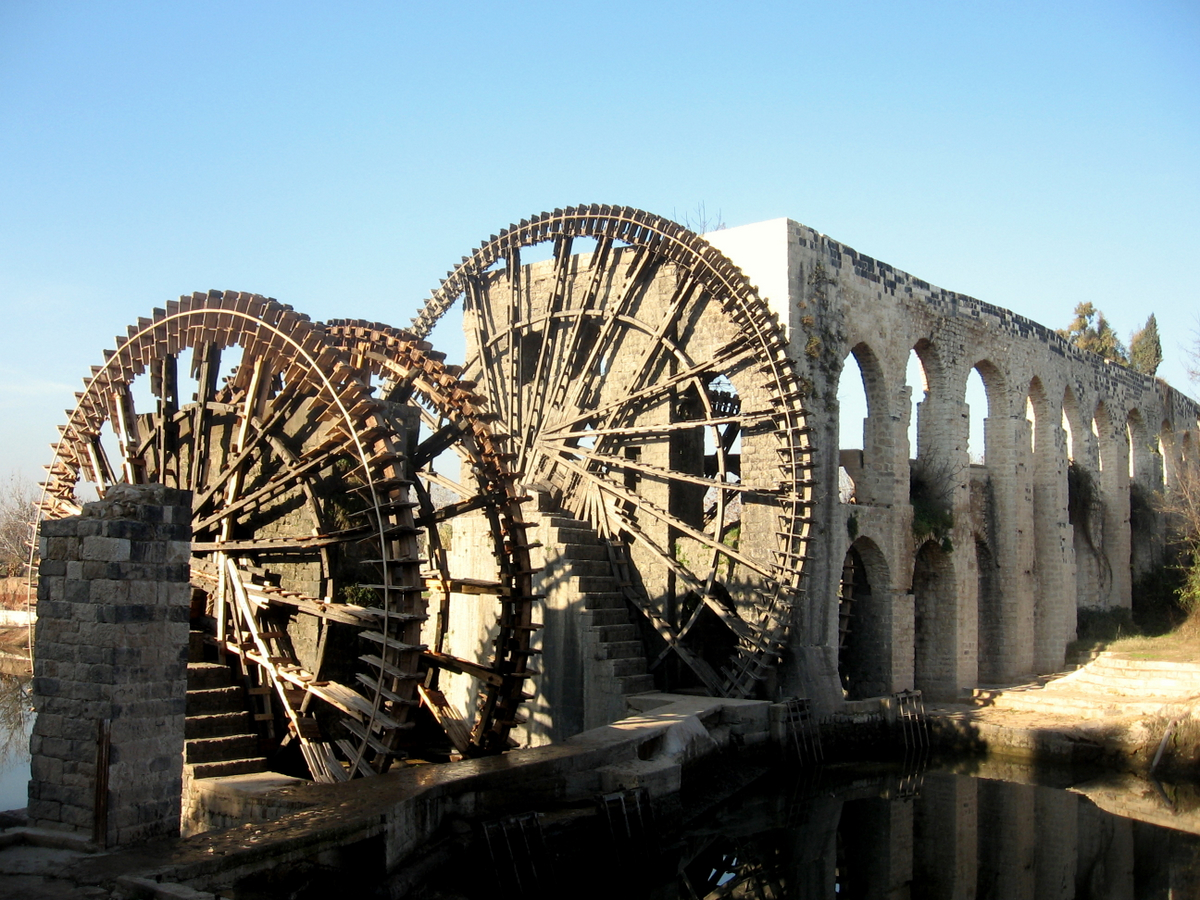
2007.
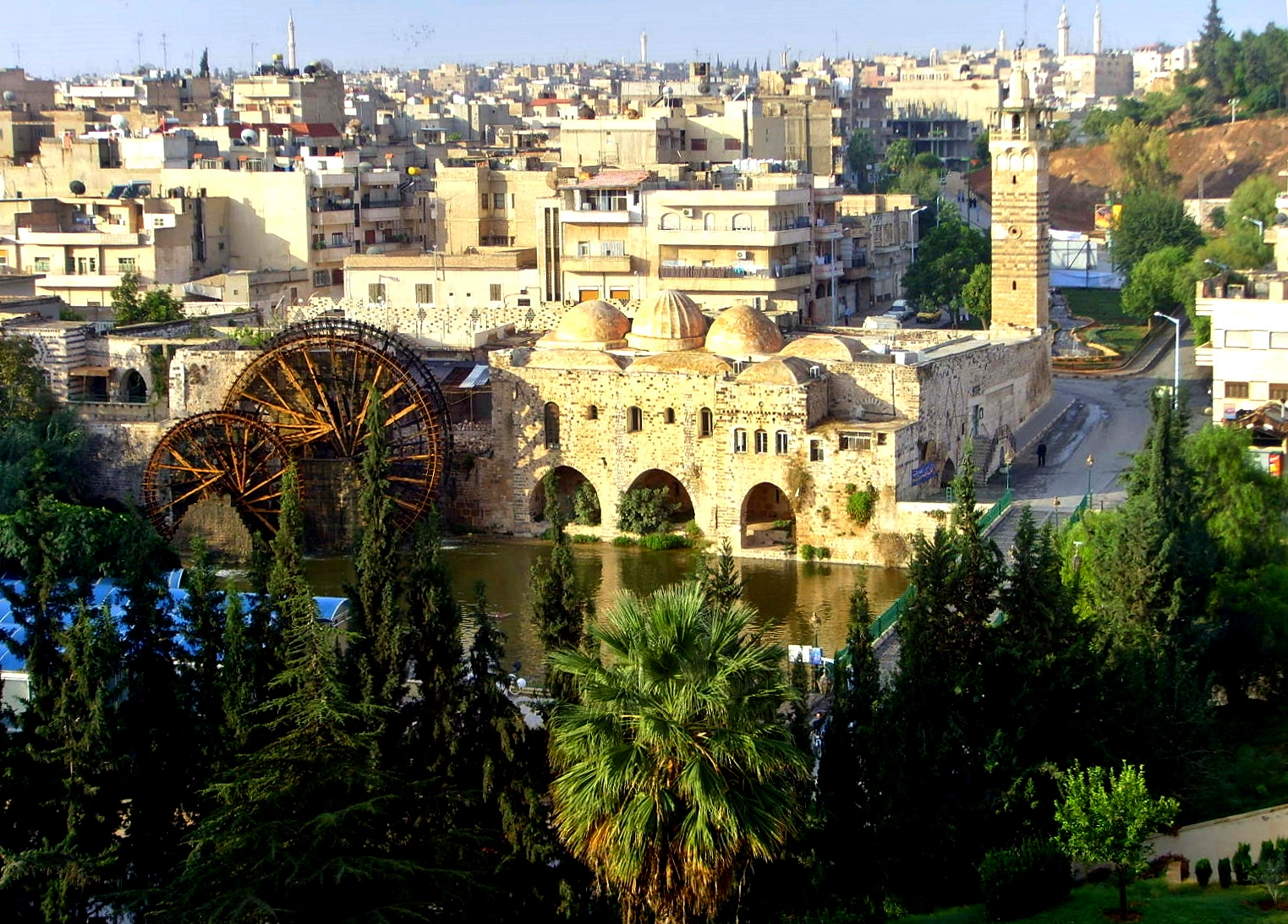
2008.
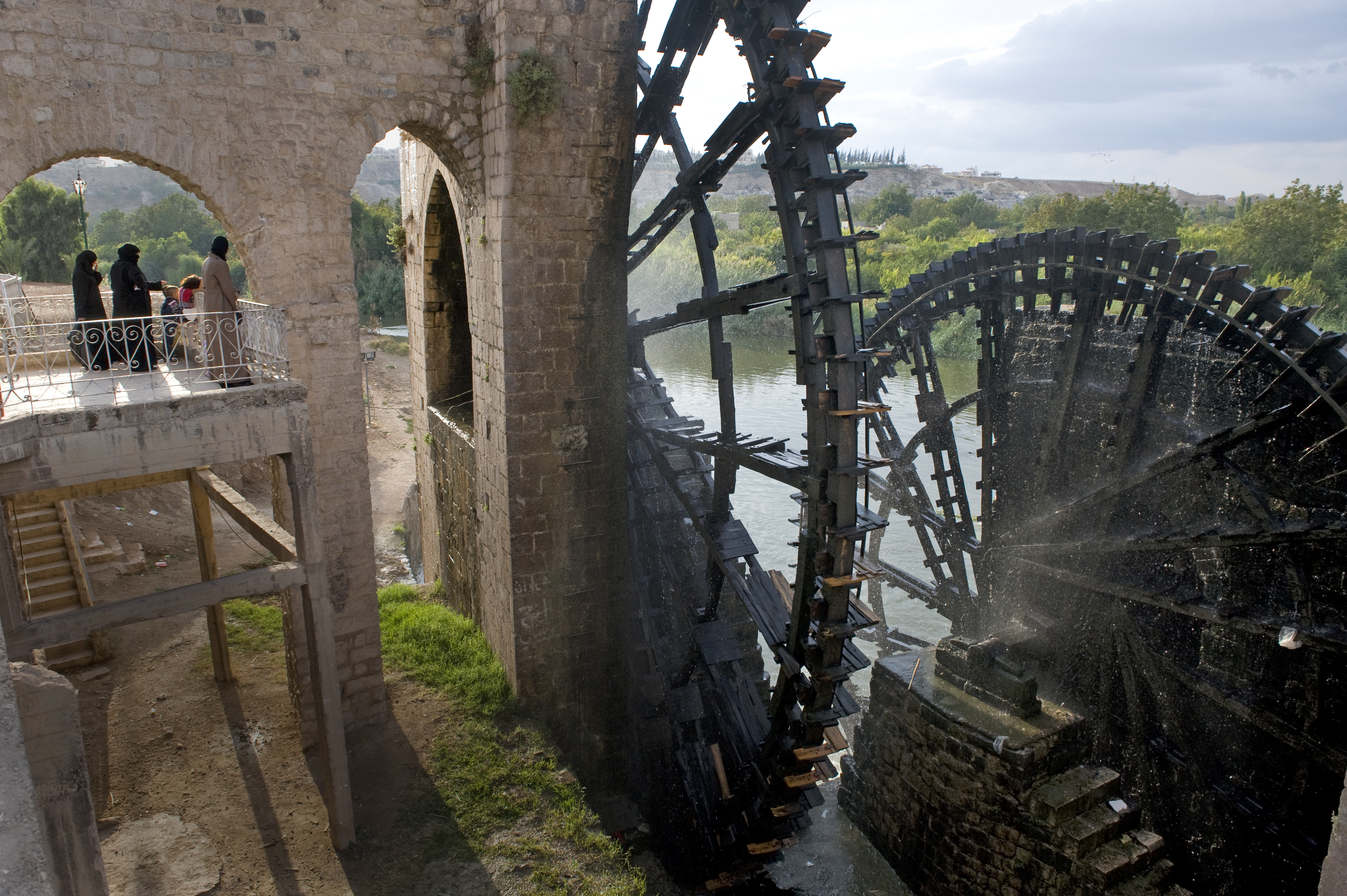
2008.
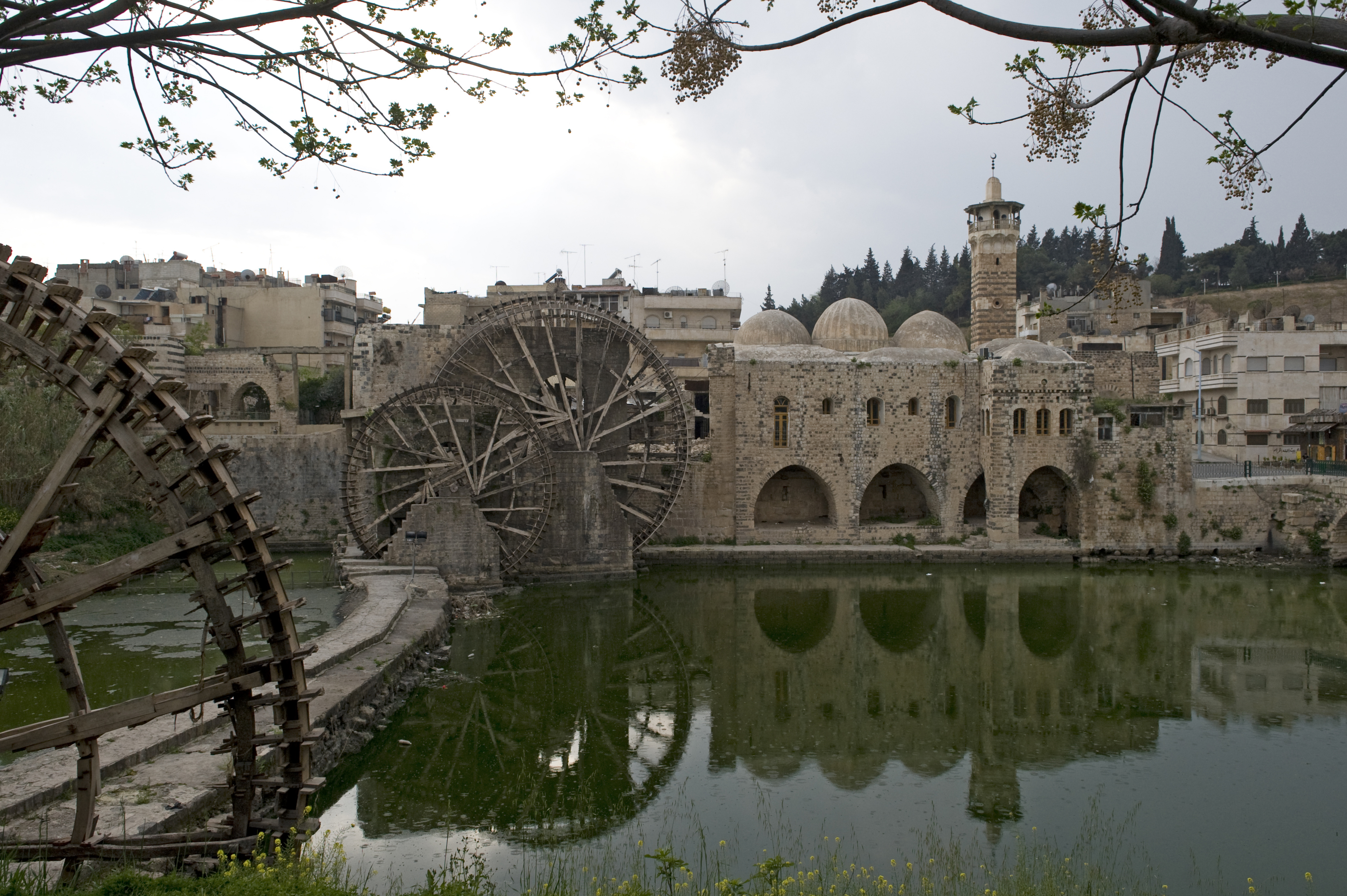
2009.